# Мадмас (сельское поселение)
Мадмас — административно-территориальная единица (административная территория посёлок сельского типа с подчинённой ему территорией) и муниципальное образование (сельское поселение с полным официальным наименованием муниципальное образование сельского поселения «Мадмас») в составе муниципального района Усть-Вымского в Республике Коми Российской Федерации.
Административный центр — посёлок Мадмас.

## История
Статус и границы административной территории установлены Законом Республики Коми от 6 марта 2006 года № 13-РЗ «Об административно-территориальном устройстве Республики Коми».
Статус и границы сельского поселения установлены Законом Республики Коми от 5 марта 2005 года № 11-РЗ «О территориальной организации местного самоуправления в Республике Коми».

## География
Граничит с севера с сельским поселением «Межег», с запада — с Ленским районом Архангельской области, с юга — с Сыктывдинским районом. Местность представлена сухими сосновыми борами, болотами и озёрами. Территорию пересекают реки — Мадмас, Пилес, Шиес, Кунис.

## Население
| 2010 | 2011 | 2012 | 2013 | 2014 | 2015 | 2016 |
| ---- | ---- | ---- | ---- | ---- | ---- | ---- |
| 793  | ↘787 | ↘761 | ↘755 | ↘753 | ↘745 | ↘714 |
| 2017 | 2018 | 2019 | 2020 | 2021 |      |      |
| ↘700 | ↘680 | ↘671 | ↘651 | ↗686 |      |      |

## Инфраструктура
- Дом культуры
- Дом спорта
- МБОУ «Средняя общеобразовательная школа»
- МБДОУ «Детский сад»
- Амбулатория врача общей практики
- Отдельный пожарный пост
- Почтовое отделение Почты России
- Сбербанк России
- Котельная центральная
- Электрокотельная
- АТС

## Экономика
Экономическое направление сельского поселения Мадмас — промышленное. На территории поселения расположены: Железнодорожная станция Мадмас, участок ПЧ-28 ОАО «РЖД», 5 торговых точек, Мадмасское лесничество Айкинского лесхоза, лесопильный цех, 3 индивидуальных предпринимателя по заготовке леса.

## Связь
На территории поселения оказывают услуги сотовой связи МТС и Теле-2. Имеется скоростной Интернет.

## Памятники
- Мемориал участникам Великой Отечественной войны — установлен в поселковом парке, на нём размещены 93 фамилии.

## Состав
Состав административной территории и сельского поселения:
| № | Населённый пункт | Тип населённого пункта          | Население |
| - | ---------------- | ------------------------------- | --------- |
| 1 | Мадмас           | посёлок, административный центр | 793       |
| 2 | Протока          | посёлок                         | 0         |